# 沃爾戈德
51°26′13″N 33°41′28″E / 51.43694°N 33.69111°E
沃爾霍利（烏克蘭語：Воргол）是位於烏克蘭東北部的村莊，由蘇梅州科諾托普區的克羅萊韋茨市鎮負責管轄。該村分別距離扎濟爾基和利特維諾維奇1.5公里，海拔高度146米，2001年人口652。